# 松本信歩
松本 信歩（まつもと しほ、Shiho Matsumoto, 2002年4月3日 - ）は、日本の女性水泳選手である。所属クラブは東京ドームスポーツ。

## 経歴
- 出生は静岡県だが、誕生後の一時期だけ静岡にいた後に東京都内へ転居し、そこで育つ[2]。
- 学歴は東京学芸大学附属竹早中学校→東京学芸大学附属高等学校→早稲田大学スポーツ科学部4年在学中（2024年現在）[1]。
- 水泳は5歳で始め[3]、中学校3年次の「第57回全国中学校水泳競技大会」（鹿児島県）では女子200m個人メドレーで優勝[4]。
- 高等学校時代は全国選手権での実績はないが、1年生の時の「第41回全国JOCジュニアオリンピックカップﾟ春季水泳競技大会」（東京都・東京辰巳国際水泳場）女子200m個人メドレーでは難波実夢、谷川亜華葉を抑えて優勝している[5]。
- 早稲田大学スポーツ科学部へ進学し、大学3年次の2023年夏に開催された第31回夏季ワールドユニバーシティゲームズ（中華人民共和国・成都市）日本代表に選出され[1]、4×100mフリーリレー、4×200mフリーリレー、4×100mメドレーリレーの3種目で銅メダルをそれぞれ獲得[6]。
- 2024年3月に開催された「国際大会代表選手選考会（東京都・東京アクアティクスセンター）では女子200m個人メドレーにて2分09秒90のタイムで2位に入線し、派遣標準記録をクリアしたことから2024年パリオリンピック日本代表を手中に収めた[7]。
- 2024年パリオリンピックの競泳競技女子200メートル個人メドレーでは、準決勝に進出したが、2分11秒85のタイムで準決勝2組の8位、全体の14位となり決勝には進めなかった[8]。
- 簿記2級や宅地建物取引士、スペイン語検定5級などの資格も保有している[9]。
- 両親ともに東大卒であり、早大にも一般入試で入学した。[10]

## 自己ベスト
- 長水路

| 個人種目 | 種目             | RT | 記録      | 樹立日        | 大会                   | 場所                       | 備考         | 備考         |
| -------- | ---------------- | -- | --------- | ------------- | ---------------------- | -------------------------- | ------------ | ------------ |
| 個人種目 | 200m個人メドレー |    | 2分09秒90 | 2024年3月24日 | 国際大会代表選手選考会 | 東京アクアティクスセンター |              |              |
| 個人種目 | 100mバタフライ   |    | 57秒31    | 2024年3月18日 | 国際大会代表選手選考会 | 東京アクアティクスセンター | 日本学生記録 | 日本学生記録 |